# Euodynerus digiticornis
Euodynerus digiticornis är en stekelart som först beskrevs av Richard Mitchell Bohart 1945.  Euodynerus digiticornis ingår i släktet kamgetingar, och familjen Eumenidae. Inga underarter finns listade i Catalogue of Life.